# Rudolf III. (Burgund)

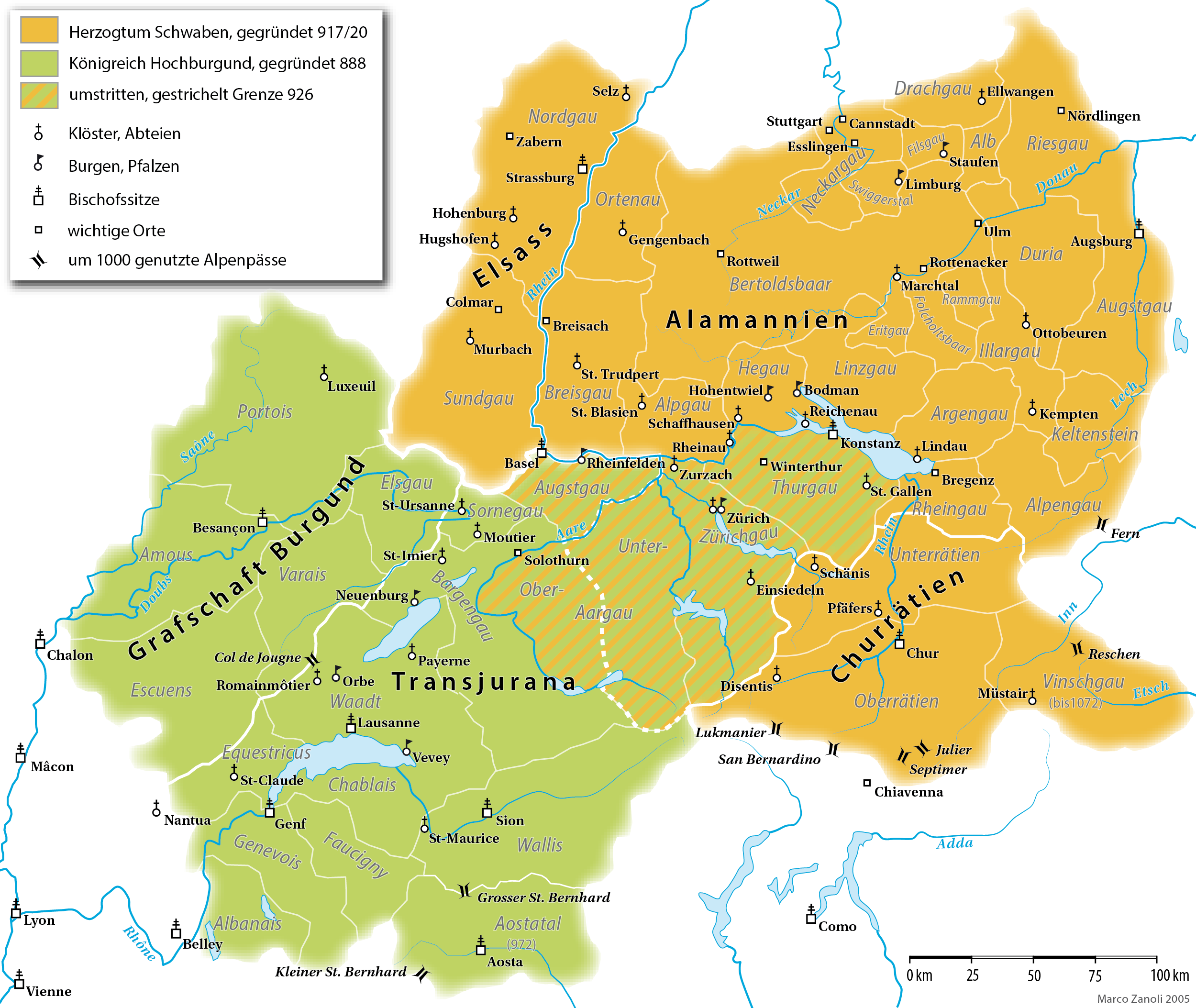
Das Königreich Hochburgund im 10. Jahrhundert

Rudolf III. (* um 970; † 6. September 1032) war in den Jahren 993–1032 König von Burgund.
Seit der Mitte des 10. Jahrhunderts entzogen sich in Burgund zunehmend die Grafen dem König. Sie ordneten sich anderen Grafen unter oder machten diese zu ihren Gefolgsleuten. Die Burgunderkönige versuchten den fehlenden Rückhalt durch eine engere Bindung an die ottonischen Herrscher zu kompensieren. Durch mehrere Eheschließungen wurden die Bindungen gefestigt. Dabei blieben jedoch die Ottonen in der stärkeren Position.
Rudolf III. war Sohn des burgundischen Königs Konrad III. Mit Gerberga, Berta und Gisela hatte er drei Schwestern. Seine Schwester Gisela war zugleich die Mutter des ostfränkisch-deutschen Königs Heinrich II. Dadurch war Rudolf ein Onkel von Heinrich. Wie sein Vater wurde Rudolf in Lausanne gewählt und gekrönt. 993/994 folgte ein Umritt. Seine Herrschaft übte Rudolf effektiv nur vom Land an der mittleren Rhone bis zum Raum um den Genfersee aus. Rudolfs Versuch, kurz nach dem Herrschaftsantritt Konfiskationen durchzuführen, führte zur Auflehnung des regionalen Adels. Von seinen Gegnern wurde er im Krieg besiegt. Nur durch Unterstützung Ottos III. und Adelheids konnte seine königliche Autorität wiederhergestellt werden. Rudolf war in erster Ehe mit einer Agiltrud verheiratet. Sie starb kinderlos im Februar 1011. Am 28. Juni 1011 heiratete er Irmingard von Burgund. Bereits als seiner Verlobten schenkte er ihr am 24. April 1011 die Stadt Vienne mit der Burg Pipet, die Grafschaften Vienne und Sermorens und zahlreichen Besitz zwischen Vienne und dem Genfersee und bis nach Neuenburg. Die Hochzeit fand am 28. Juni 1011 statt. Auch als Ehefrau wurde sie mit weiteren Schenkungen bedacht.
Rudolf konnte in 17 von 35 Bistümern Königsrechte ausüben. Als erster burgundischer König begann Rudolf Grafschaften an Bischöfe zu verleihen. 996 übertrug Rudolf die Grafschaft innerhalb und außerhalb von Tarentaise dem Erzbischof von Tarentaise, 999 erhielt der Bischof von Sitten die Grafschaft im Wallis und 1011 wurde dem Bischof von Lausanne die Grafschaft Waadt übertragen. 1023 erhielt der Erzbischof von Vienne die Grafschaft innerhalb und außerhalb der Stadt Vienne. Nach dem älteren Forschungsstand wollte Rudolf damit sein Königtum konsolidieren. Es galt als eine „Notwehrmaßnahme der Zentralgewalt gegen die zunehmende Selbständigkeit weltlicher Vasallen“. Die Verleihungen fanden jedoch in Regionen (Vienne, Lausanne oder Sitten) statt, die dem König noch unmittelbar unterstanden. Nach neuerer Forschungsmeinung sollte der Adel nicht geschwächt, sondern die Stellung der königsnahen Bistümer gestärkt werden. Die Verleihung verdeutlicht das enge Zusammenwirken und sollte die Loyalität der Bischöfe belohnen.
1016 entstand ein Streit zwischen Rudolf und Graf Otto-Wilhelm über die Einsetzung des Erzbischofs von Besançon. Auch Rudolfs zweite Ehe war seit fünf Jahren kinderlos. Durch die absehbare Kinderlosigkeit Rudolfs könnte Otto-Wilhelm seinen Anspruch auf die Nachfolge geltend gemacht haben. Rudolf unterstellte sich daraufhin Heinrich II. Er war der nächste männliche Verwandte des burgundischen Königs. 1006 ist erstmals ein Treffen der beiden Herrscher belegt. Basel wurde von Rudolf an Heinrich II. abgetreten. Basel war wohl ein Faustpfand für die Sicherung seines Erbanspruchs. Rudolf versuchte sich dadurch aber auch die Unterstützung Heinrichs II. gegen die regionalen Großen zu sichern. Im Mai 1016 wurde in Straßburg die Nachfolge Heinrichs II. unter Einbeziehung der burgundischen Großen bestätigt. Heinrich führte daraufhin einen erfolglosen Kriegszug gegen Otto-Wilhelm. Die Großen unterwarfen sich daraufhin Rudolf und baten um Verzeihung wegen ihrer Rebellionen. Bereits die Zeitgenossen vermuteten, dass der Adel dadurch versuchte den Einfluss einer starken Königsgewalt abzuwehren.
Im Februar 1018 wurde in Mainz das Erbrecht Heinrichs auf Burgund erneut anerkannt. Rudolf übergab Krone und Zepter an Heinrich. Damit wurden nicht nur das Treue- und Zuordnungsverhältnis erneuert, sondern das Reich wurde zu einer transpersonalen Größe. Die Herrschaftszeichen erhielt Rudolf zwar zurück, jedoch verfügte er nur noch aus der Gnade Heinrichs II. über sie. Nach 1018 war Rudolf nur noch ein Schattenkönig und hielt sich aus lokalen Konflikten zurück. Durch den Tod Heinrichs II. 1024 war für Rudolf die Erbfrage wieder offen. Der Nachfolger Konrad II. hatte selbst keine verwandtschaftlichen Beziehungen zum burgundischen König. Konrad wollte jedoch in die vollen Rechte seines Vorgängers Heinrich eintreten und besetzte 1025 Basel. Ende 1026 wird eine Annäherung zwischen Rudolf und Konrad deutlich. Zu Ostern 1027 war Rudolf bei der Kaiserkrönung Konrads II. in Rom anwesend. Im August 1027 wurde in Basel zwischen Rudolf und Konrad Frieden geschlossen und Konrad trat in die vollen Rechte seines kaiserlichen Vorgängers ein.
Rudolf starb am 6. September 1032 und wurde in der Kathedrale von Lausanne beigesetzt. Mit seinem Tod fand die Linie der burgundischen Welfen ihr Ende. Als letzter König von Burgund wurde Rudolf von seinen Zeitgenossen als schwacher König angesehen. Für Wipo war Rudolf verweichlicht und für den Reichenauer Mönch Hermann bedeuteten die 30 Jahre Königsherrschaft Faulheit und Chaos. Über Rudolfs Tod urteilte er: „Rudolf, das faule Königlein Burgunds, starb; Krone und Herrschaftszeichen seines Reiches wurden Kaiser Konrad durch Seliger überbracht.“ Nach Thietmar von Merseburg habe Rudolf nur „Namen und Krone“ inne und die regionalen Großen wie Otto-Wilhelm seien die eigentlichen Machthaber (dominus in re). Die Kritik des Merseburger Bischofs zielte dabei besonders auf die fehlende Verfügung über die Bischofssitze. Der König könne in seinem Reich keine Bischöfe einsetzen. Die Bischöfe seien vielmehr durch den regionalen Adel an die Macht gekommen und hätten ihm mehr gehorcht als dem König. Seine Gemahlin Irmingard pflegte seine Erinnerung in frommen Stiftungen bis 1057. Die weitere Erinnerung im Mittelalter an Rudolf verblasste.
Nach Rudolfs Tod musste Konrad das burgundische Erbe in jahrelangen Auseinandersetzungen gegen die Ansprüche des Grafen Odo von Blois durchsetzen. 1038 ließ Konrad seinen Sohn Heinrich III. zum König von Burgund erheben.